# El padre Horán
El padre Horán es una novela del escritor peruano Narciso Aréstegui, publicada como folletín en el diario El Comercio de Lima en 1848.

## Reseña
El Padre Horán. Escenas de la vida del Cuzco, ha sido considerada cronológicamente como la primera novela peruana. Es una obra que posee rasgos costumbristas y románticos, pero apunta ya hacia el realismo y el naturalismo. Constituye a la vez en un primer paso en dirección a la narrativa indigenista peruana; el segundo paso lo daría Aves sin nido (1889) de Clorinda Matto de Turner, y el tercero y definitivo los Cuentos andinos (1920) de Enrique López Albújar, antes del surgimiento de Ciro Alegría y José María Arguedas, las cumbres del indigenismo literario peruano. Pero aparte de su trascendencia literaria, constituye la primera narración del Perú republicano interesada en la problemática social de los indígenas, describiendo su condición deplorable de una manera realista.

## Publicación
Como ya queda dicho, la primera edición de la obra apareció como folletín del diario El Comercio, es decir, publicado por entregas de manera periódica. Empezó el 21 de agosto de 1848 y concluyó el 30 de diciembre de ese mismo año, sumando un total de 83 partes o “capítulos” que ocuparon de manera discontinua el extremo inferior de una o de las dos primeras páginas del diario, que en esa época solo contaba con cuatro páginas. Fue el texto de folletín que tuvo más impacto en aquel año y es muy posible que haya incentivado en la renovación de las suscripciones del diario y en la prorrogación del relato, muy extenso para su género. El nombre del autor solo apareció en la última entrega. 
Setenta años después, fue editada en seis volúmenes en la ciudad del Cuzco en 1918.

## Estructura
La estructura de la novela revela claramente su origen de folletín, sometida a las necesidades de una composición más aditiva que unitaria: hay una extensión muy similar en todos los capítulos y además se presenta en cada uno un asunto temático que se desarrolla y concluye, pero incluye nuevos elementos y conflictos que permiten la continuación de la historia en la siguiente entrega.

## Contexto

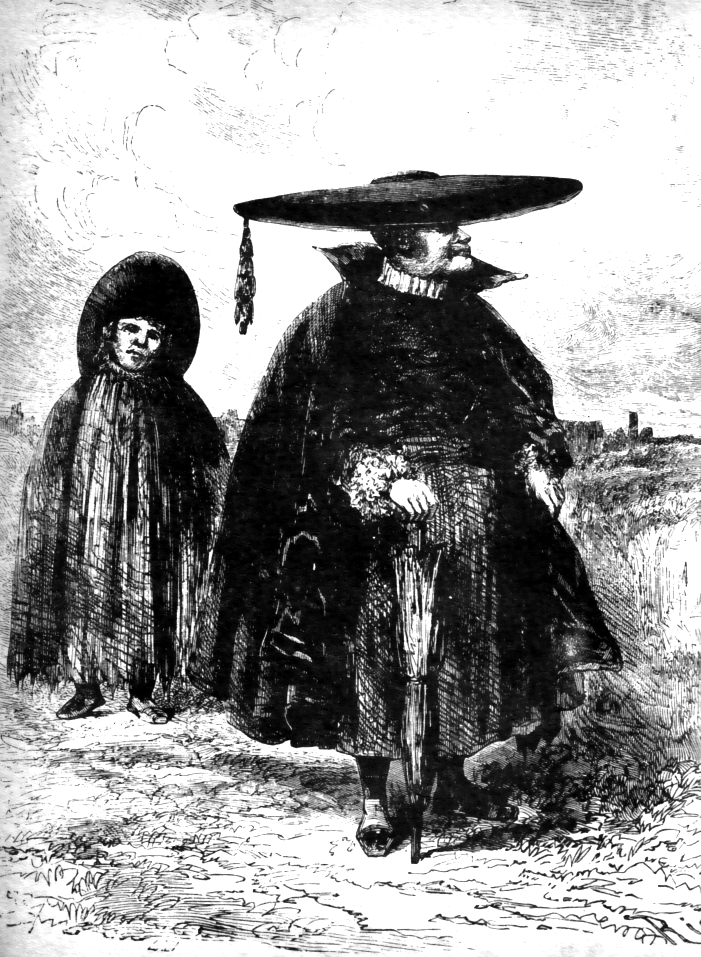
Sacerdote y sacristán cuzqueños. Hacia 1840.

El autor, Narciso Aréstegui, era por entonces un joven estudiante, al principio lector asiduo de Zorrilla y Bécquer, y luego del melodramático y anticlerical Eugène Sue, cuya influencia es muy patente en la novela. Se ha querido también ver la influencia de Honoré de Balzac, aunque a decir de Luis Alberto Sánchez, es improbable que Aréstegui haya leído las novelas de dicho autor, cuyas traducciones al castellano solo empezaron a difundirse en el Perú precisamente a fines de la década de 1840. No obstante, debió recibir de alguna u otra manera noticias sobre los textos de Balzac, pues hay cierta influencia del realismo balzaciano en la novela.
En lo que respecta al tema, Aréstegui se inspiró en un suceso real que tuvo amplia divulgación en el Cuzco cuando todavía era niño, por el año 1836. Se trataba del espantoso crimen cometido por el fraile Eugenio Oroz, quien, en un rapto de pasión, asesinó a su expenitente, la joven Ángela Barreda, de quien estaba celoso. Como eran los días del auge liberal (tendencia que propugnaba el laicismo y el anticlericalismo), este penoso suceso fue una buena excusa para atacar a la Iglesia Católica, a la cual se le achacaba estar confabulada con los opresores, representados por el Prefecto, el Juez y el Gamonal, quienes aunados al Cura, ejercían una tiranía oprobiosa sobre la masa indígena. Aréstegui, como cuzqueño, librepensador, antifeudalista, anticlerical y partidario de la expresión directa que era, no titubeó en contribuir a su manera en la tarea de condenar el crimen del Padre Oroz y destacar la cruenta suerte de Ángela Barreda y lo hizo novelándola y publicándola en un diario de Lima. Como era de esperarse, el argumento de la novela, de marcado anticlericalismo, levantó una tempestad de protestas de parte de los elementos conservadores del país.

## Argumento
El padre Horán es una novela que entreteje el relato de varias historias, laxamente unidas al núcleo que narra el asesinato de una penitente (Angélica) por su confesor (el padre Horán) y que alcanza cierta coherencia al remitir todas sus partes a la descripción de la vida del Cuzco. De ese modo la obra se extiende en una sucesión de descripciones costumbristas: el reclutamiento forzado para el ejército; la opresión del indígena especialmente en el tributo y el pongaje; el abandono que padecen los familiares de quienes murieron por la Patria; la costumbre entonces recién implantada de dar crédito de las tierras mediante escrituras y con prendas de gran valor; el abandono de los estudios de química y otras ciencias en el Colegio del Cuzco; la predilección de la gente joven por la contradanza y el vals; la arrogancia de los militares bolivianos durante los días de la Confederación Perú-boliviana; el motín que estalló entonces en aquella ciudad cuando el pueblo creía que la imagen del Señor de los Temblores había sido llevada a Bolivia; la decadencia de la antigua industria del tocuyo por las importaciones extranjeras; el mal estado del hospital de la ciudad, entre otros muchos temas que aparecen en sus páginas.

## Personajes
- El padre Horán, pecador y criminal, que se enamora de la joven Angélica, de la que logra, mediante intrigas, hacerse confesor, terminando por asesinarla y suicidarse.
- Angélica, la joven ex penitente, llena de virtud y belleza, que es asesinada por el Padre Horán.
- Paulina, la madre de la protagonista.
- La Beata Brígida, personaje que encarna la autoridad y el saber religioso, pero que es cómplice de las perversiones morales del Padre Horán.
- El padre Lucas, la contraparte del padre Horán, virtuoso y ejemplar.
- Don Tadeo, el avaro codicioso.
- Wenceslao, un estudiante noble y gallardo.

## Filiación literaria
La filiación de la novela es confusa: tiene claras deudas con el costumbrismo (se presenta como “novela de costumbres” y en gran parte funciona mediante el descriptivismo valorativo propio de este movimiento), enfatiza algunos rasgos inocultablemente románticos (en el nivel del lenguaje, del temple emotivo del suceso, de la caracterización de personajes apasionados y conflictivos) y refleja cierta influencia del realismo balzaciano (en referencia sobre todo a la comprensión de la novela como estudio de la realidad social). Ciertamente la novela no realiza plenamente ni mucho menos todos estos niveles, pues se ve a las claras la cortedad de sus alcances, pero sus diversas aproximaciones, y sobre todo su examen de los problemas del indígena, le otorgan una evidente importancia en el proceso de la literatura peruana. Es, qué duda acabe, un antecedente del indigenismo peruano que brillará después con luz propia, en el siglo XX.

## Crítica y valoración
La técnica de Aréstegui es primitiva. Se le ve escritor de pocos recursos; en cambio tiene fino el ojo. No abusa del procedimiento de yuxtaponer y mechar historias y más historias. Repito: es un escritor directo. Sus fallas se olvidan o atenúan por la veracidad y grafismo de sus descripciones. Es el Cuzco de comienzos de siglo el que allí aparece en toda su lóbrega sordidez espiritual. ¡Qué amargas son sus palabras cuando encara la miseria de los cuzqueños, y plantea la dura suerte del indio, sometido a feroz explotación! ¡Cómo destaca la tremenda melancolía de sus cuadros al describir el campo cuzqueño, donde el indio sobrelleva una existencia de bestia! ¡Con qué vivos colores pinta la escena en que un alumno del famoso Colegio de Artes del Cuzco, se suicida a las puertas de éste, a causa de que su padre le había abofeteado en público! No es Dios el que preside aquella existencia de agonía; no puede ser Dios, ni invocar su nombre quienes cooperan con la explotación del campesino peruano. Desde el corazón de 1848, cuando no se anunciaba ni mucho menos la tendencia indigenista que iría a dar como fruto novelas tan ásperas como "Aves sin nido" (1889), Pueblo sin Dios (1928), "El mundo es ancho y ajeno" (1941) y “Los ríos profundos” (1959), Aréstegui abre las puertas de la literatura al indigenismo en su forma de reivindicación social, de protesta, de dramática protesta contra las injusticias imperantes…

"El Padre Horán" tiene un significado valioso por estos y otros conceptos, sin olvidar, por cierto, la audacia de su argumento. Preludia una etapa en que se dará rienda suelta al sentimiento. Describe caracteres inconciliables, sin preocuparle su armonía potencial, dejándolos manejarse a su antojo, como en la propia vida. Hace de la antítesis, la imprecación, la deprecación y la hipérbole sus más socorridos recursos literarios, como los románticos. Después de lo dicho, ¿habrá alguien que no descubra en esta obra los elementos primordiales, los más primitivos y básicos, es cierto, de un incontenible despuntar romántico?
Luis Alberto Sánchez en La literatura peruana, tomo III, págs. 948-949 (Lima, 1965).

## ¿La primera novela peruana?
Normalmente se ha venido considerando a El padre Horán como la primera novela peruana, pero investigaciones realizadas desde mediados del siglo XX han señalado que tal mérito correspondería a otras obras no tan conocidas. Por ejemplo, se menciona una novela de Julián M. del Portillo publicada también como folletín en el diario El Comercio, en ese mismo año de 1848: El hijo del crimen. Se ha determinado también que dicho autor ya anteriormente había escrito y publicado otras novelas, como la titulada Lima de aquí a cien años, de ciencia ficción (1843). Esta última sería, cronológicamente, la primera novela peruana. Se menciona también a Gonzalo Pizarro (Lima, 1844), una novela de trama histórica de Manuel Ascencio Segura, el insigne escritor limeño, más conocido como dramaturgo.
También se ha dicho que Pablo de Olavide, el notable polígrafo limeño, escribió a fines del siglo XVIII una veintena de novelas cortas (entre ellas El incógnito o el fruto de la ambición, editada en 1828), con lo cual sería el primer novelista hispanoamericano, desplazando en esa categoría al mexicano José Joaquín Fernández de Lizardi, el autor de El Periquillo Sarniento (1816). 
Sin embargo, las novelas de Olavide son muy cortas como para considerarla novelas propiamente dichas, y las novelas de Del Portillo, así como otras publicadas en Perú antes del año 1848,  no tuvieron la resonancia de El padre Horán, ni tampoco estarían a su altura, comparativamente hablando.